# Кокит
Реката Кокит в древногръцката митология е една от петте реки (Ахерон, Стикс, Пирифлегетон, Лета) в подземното царство. На старогръцки името ѝ е „κωκυτός“, означаващо река на плача, риданието. Вероятно и тя е рожба на Океан. Появява се в описания на подземното царство в текстове на Омир, Есхил, Платон, Павзаний и др. Според едни автори водите ѝ били черни и бурни, а според други тинести и мътни. Във „Федон“ Платон смесва тази река с една от другите подземни – със Стикс.